# Campeonato Mundial Feminino de Curling de 2015
O Campeonato Mundial Feminino de Curling de 2015, denominado de Campeonato Mundial Feminino de Curling Zen-Noh de 2015 por motivos de patrocínio, foi um torneio de seleções femininas de curling disputado no Tsukisamu Gymnasium em Sapporo, Japão. Foi a segunda vez que o torneio foi sediado no Japão, assim como foi a edição de 2007 em Aomori

## Qualificação
As seguintes equipes se classificaram para participar do Mundial de Curling de 2015:
- Japão (país-sede)
- Duas equipes das Américas
  -  Canadá
  -  Estados Unidos

- Oito equipes do Campeonato Europeu de Curling de 2014
  -  Rússia
  -  Finlândia
  -  Dinamarca
  -  Escócia
  -  Suécia
  -  Suíça 
  -  Alemanha
  -  Noruega

- Uma equipe do Campeonato Pacífico-Ásia de Curling de 2014
  -  China

## Equipes participantes
As equipes participantes são as seguintes:
| Canadá | China | Dinamarca | Finlândia |
| --- | --- | --- | --- |
| St. Vital CC, Winnipeg Capitã: Jennifer Jones Terceira: Kaitlyn Lawes Segunda: Jill Officer Primeira: Dawn McEwen Reserva: Jennifer Clark-Rouire | Heilongjiang CC, Harbin Capitã: Liu Sijia Terceira: Jiang Yilun Segunda: Liu Jinli Primeira: Wang Rui Reserva: Yu Xinna                               | Hvidovre CC, Hvidovre Capitã: Lene Nielsen Terceira: Jeanne Ellegaard Segunda: Stephanie Risdal Nielsen Primeira: Charlotte Clemmensen Reserva: Isabella Clemmensen | Åland Curling, Eckerö Capitã: Sanna Puustinen Terceira: Heidi Hossi Segunda: Oona Kauste Primeira: Marjo Hippi Reserva: Maija Salmiovirta            |
| Alemanha | Japão | Noruega | Rússia |
| CC Füssen, Füssen Capitã: Daniela Driendl Terceira: Analena Jentsch Segunda: Stella Heiß Primeira: Pia-Lisa Schöll Reserva: Monika Trettin       | Sapporo CC, Sapporo Capitã: Ayumi Ogasawara Terceira: Sayaka Yoshimura Segunda: Kaho Onodera Primeira: Anna Ohmiya Reserva: Rina Ida                  | Oppdal CK, Oppdal Capitã: Kristin Skaslien Terceira: Anneline Skårsmoen Segunda: Julie Kjær Molnar Primeira: Kristine Davanger Reserva: Pia Trulsen                 | Moskvitch CC, Moscou Capitã: Anna Sidorova Terceira: Margarita Fomina Segunda: Alexandra Saitova Primeira: Ekaterina Galkina Reserva: Nkeiruka Ezekh |
| Escócia | Suécia | Suíça | Estados Unidos |
| Dunkeld CC, Pitlochry Capitã: Eve Muirhead Terceira: Anna Sloan Segunda: Vicki Adams Primeira: Sarah Reid Reserva: Lauren Gray                   | Skellefteå CK, Skellefteå Quarta: Maria Prytz Terceira: Christina Bertrup Segunda: Sara McManus Capitã: Margaretha Sigfridsson Reserva: Sofia Mabergs | CC Baden Regio, Baden Capitã: Alina Pätz Terceira: Nadine Lehmann Segunda: Marisa Winkelhausen Primeira: Nicole Schwägli Reserva: Carole Howald                     | Four Seasons CC, Blaine Capitã: Aileen Sormunen Terceira: Monica Walker Segunda: Tara Peterson Primeira: Vicky Persinger Reserva: Becca Hamilton     |

### Rankingdo WCT
Ranking do World Curling Tour, ordem de classificação de mérito para cada time antes do evento.
| Equipes (Capitã)          | Pos. | Pontos  |
| ------------------------- | ---- | ------- |
| Canadá (Jones)            | 1    | 207.325 |
| Escócia (Muirhead)        | 4    | 150.905 |
| Suíça (Pätz)              | 8    | 108.260 |
| Rússia (Sidorova)         | 9    | 105.335 |
| Suécia (Sigfridsson)      | 10   | 89.150  |
| Japão (Ogasawara)         | 19   | 54.020  |
| Estados Unidos (Sormunen) | 23   | 43.500  |
| China (Liu)               | 34   | 25.695  |
| Dinamarca (Nielsen)       | 45   | 20.000  |
| Finlândia (Puustinen)     | 64   | 14.000  |
| Alemanha (Driendl)        | NR   | 0.000   |
| Noruega (Skaslien)        | NR   | 0.000   |

## Fase classificatória
Na fase classificatória, as equipes enfrentam-se, classificando as quatro melhores.

### Classificação
| Legenda | Legenda                                |
| ------- | -------------------------------------- |
|         | Classificados para os Playoffs         |
|         | Classificados para a partida desempate |

| Equipes        | Capitãs                | V  | D  | PF | PA | V (Ends) | L (Ends) | Ends zerados | Ends quebrados | Pct. |
| -------------- | ---------------------- | -- | -- | -- | -- | -------- | -------- | ------------ | -------------- | ---- |
| Suíça          | Alina Pätz             | 10 | 1  | 76 | 55 | 47       | 43       | 16           | 10             | 78%  |
| Canadá         | Jennifer Jones         | 9  | 2  | 86 | 53 | 53       | 39       | 8            | 16             | 79%  |
| Rússia         | Anna Sidorova          | 8  | 3  | 83 | 47 | 49       | 32       | 8            | 17             | 81%  |
| Escócia        | Eve Muirhead           | 7  | 4  | 80 | 67 | 46       | 45       | 11           | 10             | 79%  |
| China          | Liu Sijia              | 7  | 4  | 70 | 68 | 43       | 42       | 16           | 10             | 77%  |
| Japão          | Ayumi Ogasawara        | 6  | 5  | 67 | 66 | 43       | 46       | 14           | 10             | 75%  |
| Suécia         | Margaretha Sigfridsson | 5  | 6  | 74 | 68 | 47       | 45       | 11           | 13             | 80%  |
| Dinamarca      | Lene Nielsen           | 4  | 7  | 63 | 75 | 42       | 48       | 7            | 8              | 73%  |
| Alemanha       | Daniela Driendl        | 4  | 7  | 60 | 74 | 41       | 54       | 12           | 6              | 74%  |
| Estados Unidos | Aileen Sormunen        | 3  | 8  | 53 | 81 | 41       | 44       | 14           | 14             | 74%  |
| Finlândia      | Sanna Puustinen        | 2  | 9  | 61 | 83 | 40       | 46       | 8            | 9              | 69%  |
| Noruega        | Kristin Skaslien       | 1  | 10 | 48 | 86 | 36       | 44       | 9            | 5              | 68%  |

### Resultados
Todas as partidas seguem o horário local (UTC-9).
Primeira rodada
Sábado, 14 de março, 14:00
| Pista A            | LSFE    | 1 | 2 | 3 | 4 | 5 | 6 | 7 | 8 | 9 | 10 | Final |
| ------------------ | ------- | - | - | - | - | - | - | - | - | - | -- | ----- |
| Noruega (Skaslien) | Martelo | 3 | 0 | 1 | 0 | 1 | 0 | 1 | 0 | 0 | X  | 6     |
| China (Liu)        |         | 0 | 2 | 0 | 3 | 0 | 2 | 0 | 2 | 1 | X  | 10    |

| Pista B                   | LSFE    | 1 | 2 | 3 | 4 | 5 | 6 | 7 | 8 | 9 | 10 | Final |
| ------------------------- | ------- | - | - | - | - | - | - | - | - | - | -- | ----- |
| Estados Unidos (Sormunen) | Martelo | 0 | 1 | 0 | 2 | 0 | 1 | 0 | 0 | X | X  | 4     |
| Rússia (Sidorova)         |         | 1 | 0 | 2 | 0 | 2 | 0 | 4 | 3 | X | X  | 12    |

| Pista C              | LSFE    | 1 | 2 | 3 | 4 | 5 | 6 | 7 | 8 | 9 | 10 | 11 | Final |
| -------------------- | ------- | - | - | - | - | - | - | - | - | - | -- | -- | ----- |
| Alemanha (Driendl)   |         | 1 | 0 | 0 | 0 | 0 | 1 | 0 | 0 | 0 | 2  | 2  | 6     |
| Suécia (Sigfridsson) | Martelo | 0 | 1 | 0 | 1 | 0 | 0 | 0 | 1 | 1 | 0  | 0  | 4     |

| Pista D           | LSFE    | 1 | 2 | 3 | 4 | 5 | 6 | 7 | 8 | 9 | 10 | Final |
| ----------------- | ------- | - | - | - | - | - | - | - | - | - | -- | ----- |
| Japão (Ogasawara) | Martelo | 0 | 1 | 0 | 0 | 0 | 0 | 1 | 0 | 1 | X  | 3     |
| Suíça (Pätz)      |         | 0 | 0 | 0 | 2 | 2 | 0 | 0 | 1 | 0 | X  | 5     |

Segunda rodada
Sábado, 14 de março, 19:00
| Pista A               | LSFE    | 1 | 2 | 3 | 4 | 5 | 6 | 7 | 8 | 9 | 10 | Final |
| --------------------- | ------- | - | - | - | - | - | - | - | - | - | -- | ----- |
| Finlândia (Puustinen) |         | 0 | 1 | 0 | 1 | 0 | 3 | 0 | 1 | 0 | 0  | 6     |
| Canadá (Jones)        | Martelo | 2 | 0 | 2 | 0 | 1 | 0 | 1 | 0 | 1 | 2  | 9     |

| Pista B            | LSFE    | 1 | 2 | 3 | 4 | 5 | 6 | 7 | 8 | 9 | 10 | 11 | Final |
| ------------------ | ------- | - | - | - | - | - | - | - | - | - | -- | -- | ----- |
| China (Liu)        | Martelo | 1 | 0 | 0 | 0 | 2 | 1 | 0 | 0 | 1 | 0  | 2  | 7     |
| Alemanha (Driendl) |         | 0 | 0 | 2 | 0 | 0 | 0 | 0 | 2 | 0 | 1  | 0  | 5     |

| Pista C                   | LSFE    | 1 | 2 | 3 | 4 | 5 | 6 | 7 | 8 | 9 | 10 | Final |
| ------------------------- | ------- | - | - | - | - | - | - | - | - | - | -- | ----- |
| Suíça (Pätz)              |         | 0 | 2 | 2 | 0 | 0 | 1 | 0 | 0 | 0 | 1  | 6     |
| Estados Unidos (Sormunen) | Martelo | 1 | 0 | 0 | 0 | 2 | 0 | 0 | 1 | 1 | 0  | 5     |

| Pista D             | LSFE    | 1 | 2 | 3 | 4 | 5 | 6 | 7 | 8 | 9 | 10 | Final |
| ------------------- | ------- | - | - | - | - | - | - | - | - | - | -- | ----- |
| Dinamarca (Nielsen) |         | 0 | 1 | 0 | 1 | 0 | 1 | 0 | 1 | 1 | 0  | 5     |
| Escócia (Muirhead)  | Martelo | 1 | 0 | 1 | 0 | 2 | 0 | 2 | 0 | 0 | 1  | 7     |

Terceira rodada
Domingo, 15 de março, 9:00
| Pista B              | LSFE    | 1 | 2 | 3 | 4 | 5 | 6 | 7 | 8 | 9 | 10 | Final |
| -------------------- | ------- | - | - | - | - | - | - | - | - | - | -- | ----- |
| Suécia (Sigfridsson) | Martelo | 0 | 0 | 1 | 0 | 0 | 2 | 0 | 0 | 1 | 1  | 5     |
| Japão (Ogasawara)    |         | 0 | 2 | 0 | 0 | 2 | 0 | 1 | 1 | 0 | 0  | 6     |

| Pista C            | LSFE    | 1 | 2 | 3 | 4 | 5 | 6 | 7 | 8 | 9 | 10 | Final |
| ------------------ | ------- | - | - | - | - | - | - | - | - | - | -- | ----- |
| Noruega (Skaslien) |         | 0 | 0 | 1 | 0 | 0 | 1 | X | X | X | X  | 2     |
| Rússia (Sidorova)  | Martelo | 3 | 1 | 0 | 2 | 3 | 0 | X | X | X | X  | 9     |

Quarta rodada
Domingo, 15 de março, 14:00
| Pista A            | LSFE    | 1 | 2 | 3 | 4 | 5 | 6 | 7 | 8 | 9 | 10 | Final |
| ------------------ | ------- | - | - | - | - | - | - | - | - | - | -- | ----- |
| Suíça (Pätz)       |         | 0 | 1 | 1 | 0 | 1 | 0 | 3 | 0 | 1 | X  | 7     |
| Alemanha (Driendl) | Martelo | 1 | 0 | 0 | 1 | 0 | 0 | 0 | 1 | 0 | X  | 3     |

| Pista B            | LSFE    | 1 | 2 | 3 | 4 | 5 | 6 | 7 | 8 | 9 | 10 | Final |
| ------------------ | ------- | - | - | - | - | - | - | - | - | - | -- | ----- |
| Escócia (Muirhead) |         | 0 | 0 | 1 | 1 | 0 | 2 | 0 | 0 | X | X  | 4     |
| Canadá (Jones)     | Martelo | 2 | 1 | 0 | 0 | 2 | 0 | 2 | 2 | X | X  | 9     |

| Pista C               | LSFE    | 1 | 2 | 3 | 4 | 5 | 6 | 7 | 8 | 9 | 10 | Final |
| --------------------- | ------- | - | - | - | - | - | - | - | - | - | -- | ----- |
| Finlândia (Puustinen) | Martelo | 2 | 0 | 0 | 2 | 0 | 2 | 0 | 2 | 1 | X  | 9     |
| Dinamarca (Nielsen)   |         | 0 | 1 | 1 | 0 | 4 | 0 | 1 | 0 | 0 | X  | 7     |

| Pista D                   | LSFE    | 1 | 2 | 3 | 4 | 5 | 6 | 7 | 8 | 9 | 10 | Final |
| ------------------------- | ------- | - | - | - | - | - | - | - | - | - | -- | ----- |
| Estados Unidos (Sormunen) |         | 1 | 0 | 1 | 0 | 0 | 1 | 1 | 0 | 0 | 0  | 4     |
| China (Liu)               | Martelo | 0 | 1 | 0 | 2 | 1 | 0 | 0 | 0 | 2 | 2  | 8     |

Quinta rodada
Domingo, 15 de março, 19:00
| Pista A             | LSFE    | 1 | 2 | 3 | 4 | 5 | 6 | 7 | 8 | 9 | 10 | Final |
| ------------------- | ------- | - | - | - | - | - | - | - | - | - | -- | ----- |
| Rússia (Sidorova)   | Martelo | 0 | 0 | 2 | 2 | 1 | 2 | X | X | X | X  | 7     |
| Dinamarca (Nielsen) |         | 0 | 0 | 0 | 0 | 0 | 0 | X | X | X | X  | 0     |

| Pista B               | LSFE    | 1 | 2 | 3 | 4 | 5 | 6 | 7 | 8 | 9 | 10 | Final |
| --------------------- | ------- | - | - | - | - | - | - | - | - | - | -- | ----- |
| Finlândia (Puustinen) | Martelo | 4 | 0 | 1 | 2 | 0 | 3 | X | X | X | X  | 10    |
| Noruega (Skaslien)    |         | 0 | 1 | 0 | 0 | 1 | 0 | X | X | X | X  | 2     |

| Pista C            | LSFE    | 1 | 2 | 3 | 4 | 5 | 6 | 7 | 8 | 9 | 10 | Final |
| ------------------ | ------- | - | - | - | - | - | - | - | - | - | -- | ----- |
| Escócia (Muirhead) |         | 0 | 3 | 0 | 2 | 0 | 0 | 0 | 2 | 0 | 0  | 7     |
| Japão (Ogasawara)  | Martelo | 1 | 0 | 3 | 0 | 0 | 1 | 0 | 0 | 2 | 2  | 9     |

| Pista D              | LSFE    | 1 | 2 | 3 | 4 | 5 | 6 | 7 | 8 | 9 | 10 | Final |
| -------------------- | ------- | - | - | - | - | - | - | - | - | - | -- | ----- |
| Suécia (Sigfridsson) |         | 0 | 2 | 1 | 0 | 1 | 0 | 0 | 3 | 1 | 0  | 8     |
| Canadá (Jones)       | Martelo | 3 | 0 | 0 | 1 | 0 | 1 | 0 | 0 | 0 | 1  | 6     |

Sexta rodada
Segunda-feira, 16 de março, 9:00
| Pista A                   | LSFE    | 1 | 2 | 3 | 4 | 5 | 6 | 7 | 8 | 9 | 10 | Final |
| ------------------------- | ------- | - | - | - | - | - | - | - | - | - | -- | ----- |
| Estados Unidos (Sormunen) |         | 0 | 1 | 0 | 1 | 0 | 0 | X | X | X | X  | 2     |
| Escócia (Muirhead)        | Martelo | 2 | 0 | 2 | 0 | 2 | 3 | X | X | X | X  | 9     |

| Pista B             | LSFE    | 1 | 2 | 3 | 4 | 5 | 6 | 7 | 8 | 9 | 10 | Final |
| ------------------- | ------- | - | - | - | - | - | - | - | - | - | -- | ----- |
| Dinamarca (Nielsen) |         | 0 | 2 | 2 | 1 | 0 | 1 | 0 | 0 | 0 | 2  | 8     |
| Suíça (Pätz)        | Martelo | 2 | 0 | 0 | 0 | 1 | 0 | 2 | 1 | 1 | 0  | 7     |

| Pista C        | LSFE    | 1 | 2 | 3 | 4 | 5 | 6 | 7 | 8 | 9 | 10 | Final |
| -------------- | ------- | - | - | - | - | - | - | - | - | - | -- | ----- |
| Canadá (Jones) |         | 0 | 1 | 2 | 1 | 1 | 0 | 1 | 1 | X | X  | 7     |
| China (Liu)    | Martelo | 0 | 0 | 0 | 0 | 0 | 1 | 0 | 0 | X | X  | 1     |

| Pista D               | LSFE    | 1 | 2 | 3 | 4 | 5 | 6 | 7 | 8 | 9 | 10 | Final |
| --------------------- | ------- | - | - | - | - | - | - | - | - | - | -- | ----- |
| Finlândia (Puustinen) |         | 0 | 1 | 1 | 1 | 0 | 1 | 0 | 0 | 1 | 1  | 6     |
| Alemanha (Driendl)    | Martelo | 2 | 0 | 0 | 0 | 2 | 0 | 2 | 1 | 0 | 0  | 7     |

Sétima rodada
Segunda-feira, 16 de março, 14:00
| Pista A      | LSFE    | 1 | 2 | 3 | 4 | 5 | 6 | 7 | 8 | 9 | 10 | Final |
| ------------ | ------- | - | - | - | - | - | - | - | - | - | -- | ----- |
| China (Liu)  | Martelo | 1 | 0 | 0 | 0 | 0 | 1 | 0 | 1 | 0 | X  | 3     |
| Suíça (Pätz) |         | 0 | 1 | 2 | 0 | 0 | 0 | 1 | 0 | 3 | X  | 7     |

| Pista B              | LSFE    | 1 | 2 | 3 | 4 | 5 | 6 | 7 | 8 | 9 | 10 | Final |
| -------------------- | ------- | - | - | - | - | - | - | - | - | - | -- | ----- |
| Rússia (Sidorova)    | Martelo | 2 | 1 | 0 | 2 | 0 | 1 | 0 | 2 | 1 | X  | 9     |
| Suécia (Sigfridsson) |         | 0 | 0 | 1 | 0 | 1 | 0 | 1 | 0 | 0 | X  | 3     |

| Pista C                   | LSFE    | 1 | 2 | 3 | 4 | 5 | 6 | 7 | 8 | 9 | 10 | Final |
| ------------------------- | ------- | - | - | - | - | - | - | - | - | - | -- | ----- |
| Estados Unidos (Sormunen) |         | 0 | 0 | 1 | 1 | 0 | 1 | 1 | 0 | 1 | 0  | 5     |
| Alemanha (Driendl)        | Martelo | 1 | 1 | 0 | 0 | 0 | 0 | 0 | 2 | 0 | 2  | 6     |

| Pista D            | LSFE    | 1 | 2 | 3 | 4 | 5 | 6 | 7 | 8 | 9 | 10 | Final |
| ------------------ | ------- | - | - | - | - | - | - | - | - | - | -- | ----- |
| Noruega (Skaslien) | Martelo | 1 | 0 | 1 | 1 | 0 | 0 | 0 | 2 | 0 | 0  | 5     |
| Japão (Ogasawara)  |         | 0 | 0 | 0 | 0 | 2 | 2 | 1 | 0 | 0 | 1  | 6     |

Oitava rodada
Segunda-feira, 16 de março, 19:00
| Pista A              | LSFE    | 1 | 2 | 3 | 4 | 5 | 6 | 7 | 8 | 9 | 10 | Final |
| -------------------- | ------- | - | - | - | - | - | - | - | - | - | -- | ----- |
| Dinamarca (Nielsen)  | Martelo | 1 | 0 | 0 | 1 | 0 | 1 | 0 | 1 | 0 | 1  | 5     |
| Suécia (Sigfridsson) |         | 0 | 1 | 1 | 0 | 3 | 0 | 1 | 0 | 1 | 0  | 7     |

| Pista B            | LSFE    | 1 | 2 | 3 | 4 | 5 | 6 | 7 | 8 | 9 | 10 | Final |
| ------------------ | ------- | - | - | - | - | - | - | - | - | - | -- | ----- |
| Noruega (Skaslien) |         | 0 | 2 | 0 | 0 | 0 | 2 | 0 | 0 | 2 | 1  | 7     |
| Escócia (Muirhead) | Martelo | 2 | 0 | 1 | 1 | 2 | 0 | 0 | 2 | 0 | 0  | 8     |

| Pista C               | LSFE    | 1 | 2 | 3 | 4 | 5 | 6 | 7 | 8 | 9 | 10 | Final |
| --------------------- | ------- | - | - | - | - | - | - | - | - | - | -- | ----- |
| Japão (Ogasawara)     |         | 0 | 1 | 1 | 0 | 0 | 1 | 2 | 0 | 3 | X  | 8     |
| Finlândia (Puustinen) | Martelo | 1 | 0 | 0 | 1 | 1 | 0 | 0 | 2 | 0 | X  | 5     |

| Pista D           | LSFE    | 1 | 2 | 3 | 4 | 5 | 6 | 7 | 8 | 9 | 10 | Final |
| ----------------- | ------- | - | - | - | - | - | - | - | - | - | -- | ----- |
| Canadá (Jones)    |         | 1 | 0 | 0 | 2 | 1 | 0 | 2 | 0 | 0 | 1  | 7     |
| Rússia (Sidorova) | Martelo | 0 | 1 | 1 | 0 | 0 | 1 | 0 | 0 | 2 | 0  | 5     |

Nona rodada
Terça-feira, 17 de março, 9:00
| Pista A            | LSFE    | 1 | 2 | 3 | 4 | 5 | 6 | 7 | 8 | 9 | 10 | Final |
| ------------------ | ------- | - | - | - | - | - | - | - | - | - | -- | ----- |
| Alemanha (Driendl) | Martelo | 1 | 0 | 2 | 2 | 0 | 0 | 3 | 0 | X | X  | 8     |
| Noruega (Skaslien) |         | 0 | 1 | 0 | 0 | 2 | 0 | 0 | 1 | X | X  | 4     |

| Pista B                   | LSFE    | 1 | 2 | 3 | 4 | 5 | 6 | 7 | 8 | 9 | 10 | Final |
| ------------------------- | ------- | - | - | - | - | - | - | - | - | - | -- | ----- |
| Estados Unidos (Sormunen) |         | 0 | 1 | 0 | 2 | 1 | 0 | 0 | 1 | 0 | 1  | 6     |
| Japão (Ogasawara)         | Martelo | 1 | 0 | 0 | 0 | 0 | 1 | 0 | 0 | 2 | 0  | 4     |

| Pista C           | LSFE    | 1 | 2 | 3 | 4 | 5 | 6 | 7 | 8 | 9 | 10 | Final |
| ----------------- | ------- | - | - | - | - | - | - | - | - | - | -- | ----- |
| Rússia (Sidorova) |         | 0 | 0 | 1 | 0 | 2 | 0 | 1 | 0 | 0 | X  | 4     |
| Suíça (Pätz)      | Martelo | 0 | 0 | 0 | 2 | 0 | 1 | 0 | 2 | 3 | X  | 8     |

| Pista D              | LSFE    | 1 | 2 | 3 | 4 | 5 | 6 | 7 | 8 | 9 | 10 | Final |
| -------------------- | ------- | - | - | - | - | - | - | - | - | - | -- | ----- |
| China (Liu)          | Martelo | 0 | 1 | 0 | 0 | 0 | 1 | 0 | 1 | 0 | X  | 3     |
| Suécia (Sigfridsson) |         | 0 | 0 | 1 | 1 | 1 | 0 | 2 | 0 | 4 | X  | 9     |

Décima rodada
Terça-feira, 17 de março, 14:00
| Pista A                 | LSFE    | 1 | 2 | 3 | 4 | 5 | 6 | 7 | 8 | 9 | 10 | Final |
| ----------------------- | ------- | - | - | - | - | - | - | - | - | - | -- | ----- |
| Canadá (Jones)          | Martelo | 2 | 0 | 0 | 3 | 0 | 0 | 2 | 3 | X | X  | 10    |
| Estados Unidos (Walker) |         | 0 | 1 | 0 | 0 | 0 | 1 | 0 | 0 | X | X  | 2     |

| Pista B               | LSFE    | 1 | 2 | 3 | 4 | 5 | 6 | 7 | 8 | 9 | 10 | Final |
| --------------------- | ------- | - | - | - | - | - | - | - | - | - | -- | ----- |
| Suíça (Pätz)          |         | 0 | 3 | 0 | 0 | 2 | 0 | 0 | 2 | 0 | 1  | 8     |
| Finlândia (Puustinen) | Martelo | 1 | 0 | 1 | 3 | 0 | 1 | 0 | 0 | 1 | 0  | 7     |

| Pista C            | LSFE    | 1 | 2 | 3 | 4 | 5 | 6 | 7 | 8 | 9 | 10 | Final |
| ------------------ | ------- | - | - | - | - | - | - | - | - | - | -- | ----- |
| China (Liu)        | Martelo | 2 | 1 | 0 | 1 | 0 | 0 | 0 | 2 | 0 | 1  | 7     |
| Escócia (Muirhead) |         | 0 | 0 | 3 | 0 | 0 | 1 | 0 | 0 | 1 | 0  | 5     |

| Pista D             | LSFE    | 1 | 2 | 3 | 4 | 5 | 6 | 7 | 8 | 9 | 10 | Final |
| ------------------- | ------- | - | - | - | - | - | - | - | - | - | -- | ----- |
| Alemanha (Driendl)  |         | 0 | 2 | 0 | 1 | 0 | 2 | 0 | 0 | 2 | 0  | 7     |
| Dinamarca (Nielsen) | Martelo | 2 | 0 | 1 | 0 | 1 | 0 | 0 | 2 | 0 | 3  | 9     |

Décima-primeira rodada
Terça-feira, 17 de março, 19:00
| Pista A           | LSFE    | 1 | 2 | 3 | 4 | 5 | 6 | 7 | 8 | 9 | 10 | Final |
| ----------------- | ------- | - | - | - | - | - | - | - | - | - | -- | ----- |
| Rússia (Sidorova) | Martelo | 0 | 0 | 1 | 0 | 2 | 1 | 0 | 2 | 1 | X  | 7     |
| Japão (Ogasawara) |         | 0 | 1 | 0 | 2 | 0 | 0 | 0 | 0 | 0 | X  | 3     |

| Pista B             | LSFE    | 1 | 2 | 3 | 4 | 5 | 6 | 7 | 8 | 9 | 10 | Final |
| ------------------- | ------- | - | - | - | - | - | - | - | - | - | -- | ----- |
| Canadá (Jones)      | Martelo | 0 | 1 | 0 | 3 | 0 | 1 | 0 | 2 | 0 | 1  | 8     |
| Dinamarca (Nielsen) |         | 1 | 0 | 2 | 0 | 1 | 0 | 2 | 0 | 1 | 0  | 7     |

| Pista C              | LSFE    | 1 | 2 | 3 | 4 | 5 | 6 | 7 | 8 | 9 | 10 | Final |
| -------------------- | ------- | - | - | - | - | - | - | - | - | - | -- | ----- |
| Suécia (Sigfridsson) | Martelo | 1 | 0 | 2 | 0 | 0 | 1 | 0 | 4 | 0 | X  | 8     |
| Noruega (Skaslien)   |         | 0 | 1 | 0 | 0 | 2 | 0 | 1 | 0 | 1 | X  | 5     |

| Pista D               | LSFE    | 1 | 2 | 3 | 4 | 5 | 6 | 7 | 8 | 9 | 10 | Final |
| --------------------- | ------- | - | - | - | - | - | - | - | - | - | -- | ----- |
| Escócia (Muirhead)    | Martelo | 3 | 0 | 0 | 1 | 0 | 0 | 2 | 1 | 1 | X  | 8     |
| Finlândia (Puustinen) |         | 0 | 0 | 2 | 0 | 1 | 0 | 0 | 0 | 0 | X  | 3     |

Décima-segunda rodada
Quarta-feira, 18 de março, 9:00
| Pista A               | LSFE    | 1 | 2 | 3 | 4 | 5 | 6 | 7 | 8 | 9 | 10 | Final |
| --------------------- | ------- | - | - | - | - | - | - | - | - | - | -- | ----- |
| Suécia (Sigfridsson)  |         | 1 | 0 | 6 | 1 | 0 | 4 | X | X | X | X  | 12    |
| Finlândia (Puustinen) | Martelo | 0 | 2 | 0 | 0 | 2 | 0 | X | X | X | X  | 4     |

| Pista B            | LSFE    | 1 | 2 | 3 | 4 | 5 | 6 | 7 | 8 | 9 | 10 | Final |
| ------------------ | ------- | - | - | - | - | - | - | - | - | - | -- | ----- |
| Escócia (Muirhead) |         | 0 | 1 | 0 | 4 | 1 | 0 | 0 | 0 | 3 | X  | 9     |
| Rússia (Sidorova)  | Martelo | 2 | 0 | 1 | 0 | 0 | 0 | 1 | 1 | 0 | X  | 5     |

| Pista C             | LSFE    | 1 | 2 | 3 | 4 | 5 | 6 | 7 | 8 | 9 | 10 | Final |
| ------------------- | ------- | - | - | - | - | - | - | - | - | - | -- | ----- |
| Dinamarca (Nielsen) |         | 0 | 1 | 0 | 0 | 1 | 0 | 1 | 0 | 1 | 0  | 4     |
| Japão (Ogasawara)   | Martelo | 1 | 0 | 2 | 1 | 0 | 1 | 0 | 1 | 0 | 1  | 7     |

| Pista D            | LSFE    | 1 | 2 | 3 | 4 | 5 | 6 | 7 | 8 | 9 | 10 | Final |
| ------------------ | ------- | - | - | - | - | - | - | - | - | - | -- | ----- |
| Canadá (Jones)     |         | 0 | 2 | 0 | 0 | 5 | 2 | X | X | X | X  | 9     |
| Noruega (Skaslien) | Martelo | 1 | 0 | 1 | 1 | 0 | 0 | X | X | X | X  | 3     |

Décima-terceira rodada
Quarta-feira, 18 de março, 14:00
| Pista A            | LSFE    | 1 | 2 | 3 | 4 | 5 | 6 | 7 | 8 | 9 | 10 | 11 | Final |
| ------------------ | ------- | - | - | - | - | - | - | - | - | - | -- | -- | ----- |
| Noruega (Skaslien) |         | 1 | 0 | 0 | 1 | 0 | 1 | 0 | 1 | 0 | 1  | 0  | 5     |
| Suíça (Pätz)       | Martelo | 0 | 1 | 0 | 0 | 1 | 0 | 2 | 0 | 1 | 0  | 1  | 6     |

| Pista B           | LSFE    | 1 | 2 | 3 | 4 | 5 | 6 | 7 | 8 | 9 | 10 | Final |
| ----------------- | ------- | - | - | - | - | - | - | - | - | - | -- | ----- |
| Japão (Ogasawara) | Martelo | 0 | 1 | 0 | 2 | 0 | 0 | 3 | 0 | 0 | X  | 6     |
| China (Liu)       |         | 1 | 0 | 2 | 0 | 0 | 3 | 0 | 2 | 1 | X  | 9     |

| Pista C            | LSFE    | 1 | 2 | 3 | 4 | 5 | 6 | 7 | 8 | 9 | 10 | Final |
| ------------------ | ------- | - | - | - | - | - | - | - | - | - | -- | ----- |
| Alemanha (Driendl) |         | 0 | 1 | 0 | 1 | 0 | 1 | 0 | 0 | X | X  | 3     |
| Rússia (Sidorova)  | Martelo | 1 | 0 | 1 | 0 | 3 | 0 | 1 | 2 | X | X  | 8     |

| Pista D                   | LSFE    | 1 | 2 | 3 | 4 | 5 | 6 | 7 | 8 | 9 | 10 | Final |
| ------------------------- | ------- | - | - | - | - | - | - | - | - | - | -- | ----- |
| Suécia (Sigfridsson)      |         | 0 | 0 | 1 | 2 | 0 | 0 | 0 | 2 | 1 | 0  | 6     |
| Estados Unidos (Sormunen) | Martelo | 0 | 2 | 0 | 0 | 0 | 1 | 1 | 0 | 0 | 3  | 7     |

Décima-quarta rodada
Quarta-feira, 18 de março, 19:00
| Pista A            | LSFE    | 1 | 2 | 3 | 4 | 5 | 6 | 7 | 8 | 9 | 10 | Final |
| ------------------ | ------- | - | - | - | - | - | - | - | - | - | -- | ----- |
| Escócia (Muirhead) |         | 1 | 0 | 1 | 0 | 2 | 0 | 1 | 0 | 2 | 0  | 7     |
| Alemanha (Driendl) | Martelo | 0 | 2 | 0 | 1 | 0 | 0 | 0 | 1 | 0 | 1  | 5     |

| Pista B                   | LSFE    | 1 | 2 | 3 | 4 | 5 | 6 | 7 | 8 | 9 | 10 | Final |
| ------------------------- | ------- | - | - | - | - | - | - | - | - | - | -- | ----- |
| Finlândia (Puustinen)     |         | 0 | 0 | 0 | 1 | 1 | 0 | 0 | 2 | 0 | X  | 4     |
| Estados Unidos (Sormunen) | Martelo | 0 | 1 | 1 | 0 | 0 | 3 | 2 | 0 | 1 | X  | 8     |

| Pista C        | LSFE    | 1 | 2 | 3 | 4 | 5 | 6 | 7 | 8 | 9 | 10 | Final |
| -------------- | ------- | - | - | - | - | - | - | - | - | - | -- | ----- |
| Suíça (Pätz)   | Martelo | 2 | 1 | 0 | 1 | 0 | 0 | 2 | 0 | 1 | 0  | 7     |
| Canadá (Jones) |         | 0 | 0 | 2 | 0 | 2 | 0 | 0 | 1 | 0 | 1  | 6     |

| Pista D             | LSFE    | 1 | 2 | 3 | 4 | 5 | 6 | 7 | 8 | 9 | 10 | Final |
| ------------------- | ------- | - | - | - | - | - | - | - | - | - | -- | ----- |
| Dinamarca (Nielsen) | Martelo | 0 | 0 | 2 | 0 | 0 | 1 | 0 | X | X | X  | 3     |
| China (Liu)         |         | 0 | 2 | 0 | 3 | 2 | 0 | 3 | X | X | X  | 10    |

Décima-quinta rodada
Quinta-feira, 19 de março, 9:00
| Pista A                   | LSFE    | 1 | 2 | 3 | 4 | 5 | 6 | 7 | 8 | 9 | 10 | Final |
| ------------------------- | ------- | - | - | - | - | - | - | - | - | - | -- | ----- |
| Estados Unidos (Sormunen) |         | 0 | 1 | 0 | 0 | 1 | 1 | 0 | 2 | 0 | X  | 5     |
| Dinamarca (Nielsen)       | Martelo | 0 | 0 | 2 | 1 | 0 | 0 | 4 | 0 | 1 | X  | 8     |

| Pista B            | LSFE    | 1 | 2 | 3 | 4 | 5 | 6 | 7 | 8 | 9 | 10 | 11 | Final |
| ------------------ | ------- | - | - | - | - | - | - | - | - | - | -- | -- | ----- |
| Alemanha (Driendl) | Martelo | 0 | 1 | 0 | 0 | 2 | 0 | 0 | 1 | 0 | 1  | 0  | 5     |
| Canadá (Jones)     |         | 1 | 0 | 1 | 0 | 0 | 1 | 1 | 0 | 1 | 0  | 2  | 7     |

| Pista C               | LSFE    | 1 | 2 | 3 | 4 | 5 | 6 | 7 | 8 | 9 | 10 | Final |
| --------------------- | ------- | - | - | - | - | - | - | - | - | - | -- | ----- |
| Finlândia (Puustinen) |         | 0 | 1 | 0 | 1 | 0 | 0 | 0 | 0 | 3 | 0  | 5     |
| China (Liu)           | Martelo | 0 | 0 | 3 | 0 | 0 | 0 | 0 | 2 | 0 | 1  | 6     |

| Pista D            | LSFE    | 1 | 2 | 3 | 4 | 5 | 6 | 7 | 8 | 9 | 10 | Final |
| ------------------ | ------- | - | - | - | - | - | - | - | - | - | -- | ----- |
| Suíça (Pätz)       | Martelo | 0 | 2 | 0 | 2 | 0 | 2 | 0 | 2 | 0 | 0  | 8     |
| Escócia (Muirhead) |         | 0 | 0 | 2 | 0 | 1 | 0 | 2 | 0 | 0 | 1  | 6     |

Décima-sexta rodada
Quinta-feira, 19 de março, 14:00
| Pista A           | LSFE    | 1 | 2 | 3 | 4 | 5 | 6 | 7 | 8 | 9 | 10 | Final |
| ----------------- | ------- | - | - | - | - | - | - | - | - | - | -- | ----- |
| Japão (Ogasawara) | Martelo | 1 | 0 | 0 | 0 | 2 | 0 | 0 | 2 | 0 | X  | 5     |
| Canadá (Jones)    |         | 0 | 2 | 2 | 0 | 0 | 1 | 2 | 0 | 1 | X  | 8     |

| Pista B             | LSFE    | 1 | 2 | 3 | 4 | 5 | 6 | 7 | 8 | 9 | 10 | Final |
| ------------------- | ------- | - | - | - | - | - | - | - | - | - | -- | ----- |
| Dinamarca (Nielsen) | Martelo | 0 | 0 | 3 | 2 | 2 | 0 | X | X | X | X  | 7     |
| Noruega (Skaslien)  |         | 0 | 0 | 0 | 0 | 0 | 1 | X | X | X | X  | 1     |

| Pista C              | LSFE    | 1 | 2 | 3 | 4 | 5 | 6 | 7 | 8 | 9 | 10 | Final |
| -------------------- | ------- | - | - | - | - | - | - | - | - | - | -- | ----- |
| Escócia (Muirhead)   | Martelo | 0 | 2 | 0 | 2 | 1 | 0 | 3 | 0 | 0 | 2  | 10    |
| Suécia (Sigfridsson) |         | 1 | 0 | 2 | 0 | 0 | 1 | 0 | 2 | 1 | 0  | 7     |

| Pista D               | LSFE    | 1 | 2 | 3 | 4 | 5 | 6 | 7 | 8 | 9 | 10 | Final |
| --------------------- | ------- | - | - | - | - | - | - | - | - | - | -- | ----- |
| Rússia (Sidorova)     | Martelo | 2 | 2 | 3 | 0 | 1 | 0 | X | X | X | X  | 8     |
| Finlândia (Puustinen) |         | 0 | 0 | 0 | 1 | 0 | 1 | X | X | X | X  | 2     |

Décima-sétima rodada
Quinta-feira, 19 de março, 19:00
| Pista A           | LSFE    | 1 | 2 | 3 | 4 | 5 | 6 | 7 | 8 | 9 | 10 | Final |
| ----------------- | ------- | - | - | - | - | - | - | - | - | - | -- | ----- |
| China (Liu)       |         | 0 | 0 | 2 | 0 | 1 | 1 | 0 | 2 | 0 | X  | 6     |
| Rússia (Sidorova) | Martelo | 2 | 2 | 0 | 2 | 0 | 0 | 2 | 0 | 3 | X  | 11    |

| Pista B              | LSFE    | 1 | 2 | 3 | 4 | 5 | 6 | 7 | 8 | 9 | 10 | Final |
| -------------------- | ------- | - | - | - | - | - | - | - | - | - | -- | ----- |
| Suécia (Sigfridsson) | Martelo | 0 | 0 | 1 | 1 | 0 | 0 | 1 | 0 | 2 | X  | 5     |
| Suíça (Pätz)         |         | 0 | 2 | 0 | 0 | 2 | 2 | 0 | 1 | 0 | X  | 7     |

| Pista C                   | LSFE    | 1 | 2 | 3 | 4 | 5 | 6 | 7 | 8 | 9 | 10 | Final |
| ------------------------- | ------- | - | - | - | - | - | - | - | - | - | -- | ----- |
| Noruega (Skaslien)        | Martelo | 2 | 0 | 2 | 0 | 0 | 2 | 0 | 0 | 2 | X  | 8     |
| Estados Unidos (Sormunen) |         | 0 | 3 | 0 | 0 | 0 | 0 | 1 | 1 | 0 | X  | 5     |

| Pista D            | LSFE    | 1 | 2 | 3 | 4 | 5 | 6 | 7 | 8 | 9 | 10 | Final |
| ------------------ | ------- | - | - | - | - | - | - | - | - | - | -- | ----- |
| Japão (Ogasawara)  | Martelo | 3 | 0 | 0 | 1 | 1 | 0 | 4 | 0 | 1 | X  | 10    |
| Alemanha (Driendl) |         | 0 | 1 | 1 | 0 | 0 | 1 | 0 | 2 | 0 | X  | 5     |

### Partida desempate
Sexta-feira, 20 de março, 9:00
| Pista C            | LSFE    | 1 | 2 | 3 | 4 | 5 | 6 | 7 | 8 | 9 | 10 | Final |
| ------------------ | ------- | - | - | - | - | - | - | - | - | - | -- | ----- |
| China (Liu)        | Martelo | 1 | 0 | 0 | 0 | 1 | 1 | 0 | 1 | 0 | X  | 4     |
| Escócia (Muirhead) |         | 0 | 1 | 1 | 1 | 0 | 0 | 3 | 0 | 3 | X  | 9     |

| Percentuais de jogador(a) | Percentuais de jogador(a) | Percentuais de jogador(a) | Percentuais de jogador(a) |
| China                     | China                     | Escócia                   | Escócia                   |
| ------------------------- | ------------------------- | ------------------------- | ------------------------- |
| Wang Rui                  | 82%                       | Sarah Reid                | 89%                       |
| Liu Jinli                 | 92%                       | Vicki Adams               | 79%                       |
| Jiang Yilun               | 76%                       | Anna Sloan                | 93%                       |
| Liu Sijia                 | 79%                       | Eve Muirhead              | 83%                       |
| Total                     | 82%                       | Total                     | 86%                       |

## Fase eliminatória
|  | Playoff | Playoff | Playoff |   |   | Semifinal | Semifinal | Semifinal |   |        | Final | Final | Final |
|  |         |         |         |   |   |           |           |           |   |        |       |       |       |
|  | 1       | Suíça   | 6       |   |   |           |           |           |   |        |       |       |       |
|  | 2       | Canadá  | 4       |   |   |           |           |           |   |        | 1     | Suíça | 5     |
|  |         |         |         |   | 2 | Canadá    | 7         |           | 2 | Canadá | 3     |       |       |
|  |         | 3       | Rússia  | 4 |   |           |           |           |   |        |       |       |       |
|  | 3       | Rússia  | 7       |   |   |           |           |           |   |        |       |       |       |
|  | 4       | Escócia | 2       |   |   |           |           |           |   |        |       |       |       |

|  | Decisão do 3º lugar |         |    |
|  |                     |         |    |
|  | 3                   | Rússia  | 13 |
|  | 4                   | Escócia | 4  |

### 3 vs. 4
Sexta-feira, 20 de março, 19:00
| Pista B            | LSFE    | 1 | 2 | 3 | 4 | 5 | 6 | 7 | 8 | 9 | 10 | Final |
| ------------------ | ------- | - | - | - | - | - | - | - | - | - | -- | ----- |
| Rússia (Sidorova)  | Martelo | 0 | 0 | 1 | 0 | 1 | 1 | 0 | 2 | 2 | X  | 7     |
| Escócia (Muirhead) |         | 0 | 0 | 0 | 1 | 0 | 0 | 1 | 0 | 0 | X  | 2     |

| Percentuais de jogador(a) | Percentuais de jogador(a) | Percentuais de jogador(a) | Percentuais de jogador(a) |
| Rússia                    | Rússia                    | Escócia                   | Escócia                   |
| ------------------------- | ------------------------- | ------------------------- | ------------------------- |
| Ekaterina Galkina         | 88%                       | Sarah Reid                | 75%                       |
| Alexandra Saitova         | 86%                       | Vicki Adams               | 89%                       |
| Margarita Fomina          | 90%                       | Anna Sloan                | 74%                       |
| Anna Sidorova             | 84%                       | Eve Muirhead              | 71%                       |
| Total                     | 87%                       | Total                     | 77%                       |

### 1 vs. 2
Sábado, 21 de março, 9:00
| Pista B        | LSFE    | 1 | 2 | 3 | 4 | 5 | 6 | 7 | 8 | 9 | 10 | Final |
| -------------- | ------- | - | - | - | - | - | - | - | - | - | -- | ----- |
| Suíça (Pätz)   | Martelo | 2 | 0 | 0 | 1 | 0 | 1 | 0 | 0 | 2 | X  | 6     |
| Canadá (Jones) |         | 0 | 0 | 1 | 0 | 1 | 0 | 1 | 1 | 0 | X  | 4     |

| Percentuais de jogador(a) | Percentuais de jogador(a) | Percentuais de jogador(a) | Percentuais de jogador(a) |
| Suíça                     | Suíça                     | Canadá                    | Canadá                    |
| ------------------------- | ------------------------- | ------------------------- | ------------------------- |
| Nicole Schwägli           | 80%                       | Dawn McEwen               | 94%                       |
| Marisa Winkelhausen       | 96%                       | Jill Officer              | 86%                       |
| Nadine Lehmann            | 85%                       | Kaitlyn Lawes             | 86%                       |
| Alina Pätz                | 84%                       | Jennifer Jones            | 79%                       |
| Total                     | 86%                       | Total                     | 86%                       |

### Semifinal
Sábado, 21 de março, 17:00
| Pista B           | LSFE    | 1 | 2 | 3 | 4 | 5 | 6 | 7 | 8 | 9 | 10 | Final |
| ----------------- | ------- | - | - | - | - | - | - | - | - | - | -- | ----- |
| Canadá (Jones)    | Martelo | 2 | 1 | 0 | 2 | 0 | 0 | 1 | 1 | 0 | X  | 7     |
| Rússia (Sidorova) |         | 0 | 0 | 1 | 0 | 0 | 2 | 0 | 0 | 1 | X  | 4     |

| Percentuais de jogador(a) | Percentuais de jogador(a) | Percentuais de jogador(a) | Percentuais de jogador(a) |
| Canadá                    | Canadá                    | Rússia                    | Rússia                    |
| ------------------------- | ------------------------- | ------------------------- | ------------------------- |
| Dawn McEwen               | 90%                       | Ekaterina Galkina         | 90%                       |
| Jill Officer              | 82%                       | Alexandra Saitova         | 81%                       |
| Kaitlyn Lawes             | 89%                       | Margarita Fomina          | 79%                       |
| Jennifer Jones            | 86%                       | Anna Sidorova             | 70%                       |
| Total                     | 87%                       | Total                     | 80%                       |

### Decisão do terceiro lugar
Domingo, 22 de março, 9:00
| Pista B            | LSFE    | 1 | 2 | 3 | 4 | 5 | 6 | 7 | 8 | 9 | 10 | Final |
| ------------------ | ------- | - | - | - | - | - | - | - | - | - | -- | ----- |
| Rússia (Sidorova)  | Martelo | 5 | 0 | 1 | 1 | 3 | 0 | 3 | 0 | X | X  | 13    |
| Escócia (Muirhead) |         | 0 | 1 | 0 | 0 | 0 | 2 | 0 | 1 | X | X  | 4     |

| Percentuais de jogador(a) | Percentuais de jogador(a) | Percentuais de jogador(a) | Percentuais de jogador(a) |
| Rússia                    | Rússia                    | Escócia                   | Escócia                   |
| ------------------------- | ------------------------- | ------------------------- | ------------------------- |
| Ekaterina Galkina         | 86%                       | Sarah Reid                | 92%                       |
| Alexandra Saitova         | 98%                       | Vicki Adams               | 91%                       |
| Margarita Fomina          | 91%                       | Anna Sloan                | 75%                       |
| Anna Sidorova             | 86%                       | Eve Muirhead              | 66%                       |
| Total                     | 90%                       | Total                     | 81%                       |

### Final
Domingo, 22 de março, 15:00
| Pista B        | LSFE    | 1 | 2 | 3 | 4 | 5 | 6 | 7 | 8 | 9 | 10 | Final |
| -------------- | ------- | - | - | - | - | - | - | - | - | - | -- | ----- |
| Suíça (Pätz)   | Martelo | 0 | 1 | 1 | 0 | 0 | 2 | 0 | 0 | 0 | 1  | 5     |
| Canadá (Jones) |         | 0 | 0 | 0 | 0 | 0 | 0 | 2 | 0 | 1 | 0  | 3     |

| Percentuais de jogador(a) | Percentuais de jogador(a) | Percentuais de jogador(a) | Percentuais de jogador(a) |
| Suíça                     | Suíça                     | Canadá                    | Canadá                    |
| ------------------------- | ------------------------- | ------------------------- | ------------------------- |
| Nicole Schwägli           | 88%                       | Dawn McEwen               | 99%                       |
| Marisa Winkelhausen       | 96%                       | Jill Officer              | 83%                       |
| Nadine Lehmann            | 90%                       | Kaitlyn Lawes             | 78%                       |
| Alina Pätz                | 84%                       | Jennifer Jones            | 80%                       |
| Total                     | 89%                       | Total                     | 85%                       |

| Campeonato Mundial Feminino de Curling de 2015 |
| Suíça                                          |
| ---------------------------------------------- |
| Suíça Campeã (5º título)                       |

## Estatísticas

### Top 5
Após fase classificatória; mínimo 5 partidas
| Primeiras              | %  |
| ---------------------- | -- |
| Dawn McEwen            | 87 |
| Ekaterina Galkina      | 86 |
| Margaretha Sigfridsson | 86 |
| Pia-Lisa Schöll        | 83 |
| Sarah Reid             | 83 |

| Segundas          | %  |
| ----------------- | -- |
| Sara McManus      | 83 |
| Vicki Adams       | 82 |
| Alexandra Saitova | 80 |
| Liu Jinli         | 80 |
| Stella Heiß       | 78 |

| Terceiras         | %  |
| ----------------- | -- |
| Margarita Fomina  | 81 |
| Anna Sloan        | 79 |
| Kaitlyn Lawes     | 79 |
| Nadine Lehmann    | 78 |
| Christina Bertrup | 78 |

| Capitãs        | %  |
| -------------- | -- |
| Alina Pätz     | 79 |
| Anna Sidorova  | 77 |
| Jennifer Jones | 77 |
| Eve Muirhead   | 77 |
| Maria Prytz    | 75 |

### Jogos perfeitos
| Jogadora     | Equipe | Posição | Oponente  |
| ------------ | ------ | ------- | --------- |
| Sara McManus | Suécia | Segunda | Finlândia |